# Susruta-samhita
El Suśruta Saṃhitā o Sushruta Samhita (siglo III o IV d. C.) es un texto sánscrito atribuido a Súsruta, uno de los fundadores de la medicina ayurveda, tradicional de la India.

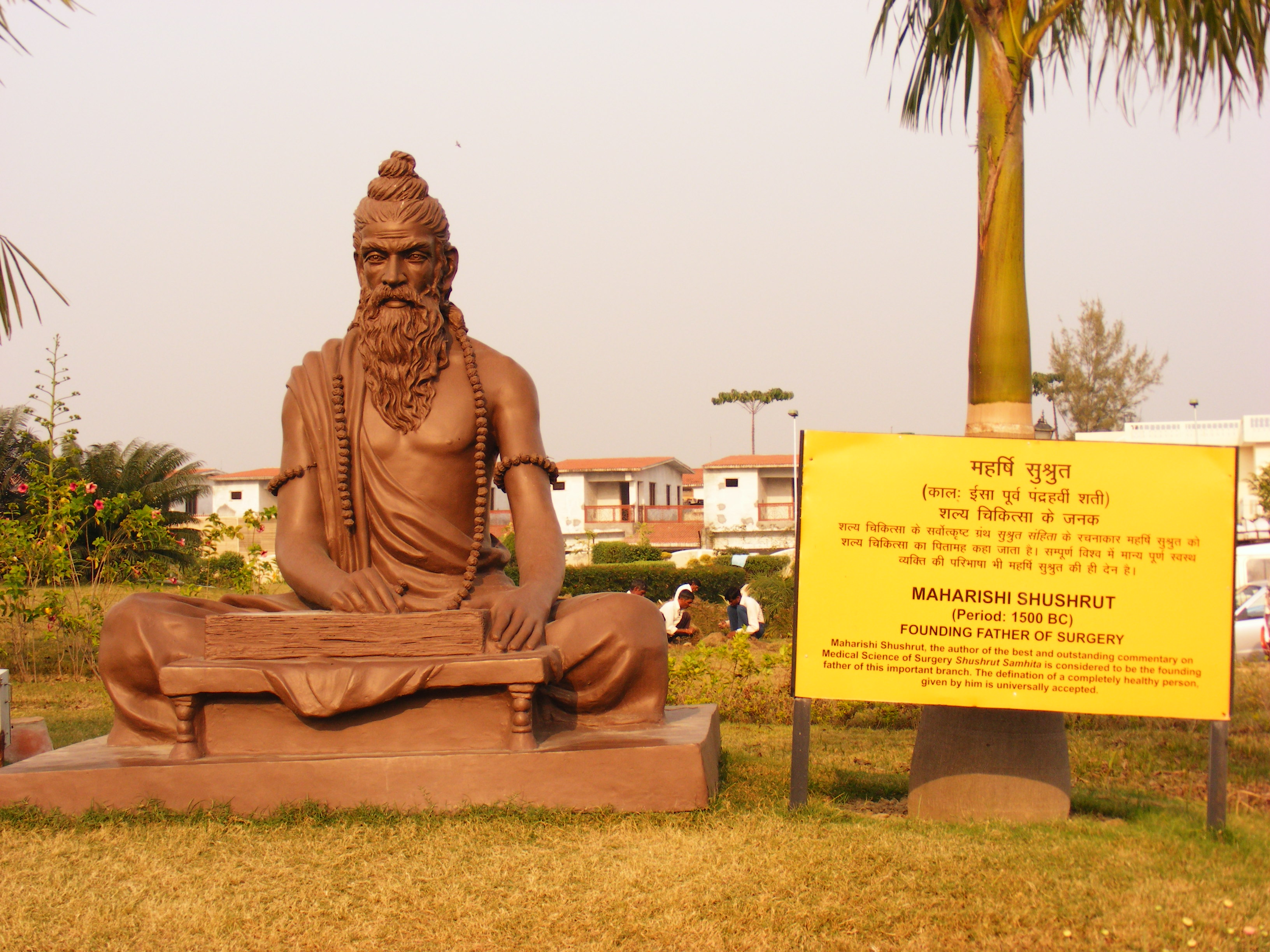
Imagen idealizada de Súsruta (de quien se desconoce la descripción) en el Ioga Pit de Patañyali (en Jariduar).

- suśrutasaṃhitā, en el sistema AITS (alfabeto internacional para la transliteración del sánscrito).[1]
- सुश्रुतसंहिता, en escritura devanagari del sánscrito.[1]
- Pronunciación: /súshruta-sañjitá/.[1][cita requerida]
- Etimología: ‘el tratado de Súsruta’, siendo sú-sruta: ‘muy famoso’ (su: ‘muy’; y sruta: ‘escuchado’) y sam-jita: ‘completamente junto’, ininterrumpido (como una serie de palabras o informaciones).[1]

## Datación
El texto actual fue compuesto hacia el siglo III o IV d. C.
La copia más antigua que se conoce es el Manuscrito de Bower. Fue traducido al árabe en el siglo VIII.

## Contenido
El libro contiene 184 capítulos, y presenta una descripción de
1120 enfermedades,
700 plantas medicinales,
57 preparados de origen animal y
64 preparados de origen mineral.
Introdujo notables innovaciones en el campo de la cirugía y la anatomía.

## Fragmentos delSuśruta saṃhitā
Cuando una rata toca cualquier parte del cuerpo humano con sus uñas, dientes, etc, que previamente se han untado con su semen enviciará la sangre humana. Esto dará lugar a la aparición de
manchas circulares en la piel,
erupciones,
nodos,
hinchazones,
granos,
pústulas,
infecciones de la piel,
dificultad para respirar,
anemia,
aversión a los alimentos,
fiebre,
escalofríos,
horripilación,
dolor en las articulaciones,
dolor corporal extremo,
convulsiones epilépticas y
tumores cancerosos.
Súsruta-samjita, 6, 2

Para neutralizar los efectos de dos venenos diferentes en el organismo se debe tomar orina de asno. Es fuerte, de agradable sabor, y ha demostrado ser curativa en casos de disentería crónica. Es un vermífugo y somete los humores vaiu y kapha.
La orina de un camello resulta beneficiosa en casos de lepra, edemas, hidropesía abdominal, demencia, gusanos en los intestinos, hemorroides y enfermedades debidas a la acción de un humor vaiu desquiciado.
La orina humana es un potente antiveneno.
Súsruta-samjita, 45

22. Se debe considerar curable un caso de lepra que aparezca en una persona prudente y discreta, y que se limite solo a su suero (tuaka), carne y sangre. En los casos donde el veneno ha invadido la grasa, el único remedio es un tratamiento meramente paliativo. En el caso de que el veneno haya penetrado alguno de los órganos restantes, el leproso debe ser abandonado como incurable.
23-24. Los sabios sostienen que a veces un hombre es maldecido con esta enfermedad ―mediante el karma divino― por haber matado a un sacerdote (brahmán), a una mujer o a un familiar, así como por haber realizado actos de impiedad. La lepra volverá a atacar en su siguiente nacimiento a un hombre en caso de que haya muerto de lepra. La lepra no curada es la enfermedad más dolorosa y problemática.
25. Un leproso eliminará esta enfermedad si observa una dieta adecuada, una conducta intachable, si practica toda clase de penitencias expiatorias (como dar dinero a los sacerdotes brahmanes) y si recurre a los medicamentos adecuados. Él obtendrá un estatus elevado después de la muerte.
26. La lepra es una enfermedad muy contagiosa. El contagio se produce seguramente por tener relaciones sexuales con un leproso, por el contacto con el aliento de un leproso, por el contacto físico, por comer o beber del mismo recipiente donde comió o bebió un leproso, por dormir en una cama donde durmió un leproso, por usar una ropa que fue usada por un leproso, por ponerse un ungüento que fue tocado por un leproso, por ponerse una guirnalda de flores que previamente estuvo en contacto con un leproso. Así se contagian todas las enfermedades relacionadas con la influencia de planetas malignos o debido a los pecados cometidos, como la lepra, la fiebre, la tuberculosis y la oftalmía.
Súsruta-samjita, capítulo «Nidana-sthanam», 5, 22-26

En 1998, The Cambridge encyclopedia of human paleopathology afirmaba: «El Sushruta-samhita de la India describe muy bien las condiciones patológicas, e incluso ofrece sugerencias terapéuticas».

## Difusión
Los trabajos médicos de Súsruta y Charaka fueron traducidos al árabe durante el Califato abasí (hacia el 750 d. C.). Estas obras árabes se introdujeron primero en Italia a través de intermediarios.
En Italia, la familia Branca (de Sicilia) y Gasparo Tagliacozzi (de Bolonia) se familiarizaron con las técnicas quirúrgicas de Súsruta.
Los médicos británicos viajaban a la India para ver las rinoplastias que se realizaban con métodos nativos.
En la revista londinense Gentleman’s Magazine se publicaron informes acerca de las rinoplastias en la India.
Joseph Constantine Carpue pasó 20 años en la India, donde estudió los métodos locales de cirugía plástica.
En 1815, Carpue fue capaz de llevar a cabo la primera rinoplastia importante en el mundo occidental.
En Inglaterra se modificaron ligeramente los instrumentos descritos en el Súsruta-samjita (púas de puercoespín, herramientas de madera, etc.).
Incluso hoy en día el colgajo frontal paramediano se conoce como indian flap (‘aleta india’).